# SN 2008ar
SN 2008ar – supernowa typu Ia odkryta 27 lutego 2008 roku w galaktyce IC3284. W momencie odkrycia miała maksymalną jasność 16,90m.